# George Shearing
George Shearing OBE, född 13 augusti 1919 i Battersea, London, död 14 februari 2011 i New York, New York, var en brittisk-amerikansk jazzpianist och kompositör. Han skrev över 300 olika låttitlar, varav Lullaby of Birdland förmodligen är den mest kända. Under sin karriär samarbetade han med en mängd andra framstående jazzartister, som exempelvis Mel Tormé, Billy Eckstine, Nat King Cole, Peggy Lee och Carmen McRae.
Shearing föddes blind som det yngsta av nio barn till arbetarklassföräldrar i stadsdelen Battersea i London. Han flyttade till USA 1947.

## Utmärkelser
- Officer av Brittiska imperieorden,  1996
- Knight Bachelor,  2007
- Stjärna på Hollywood Walk of Fame
- BBC Jazz Awards

[Redigera Wikidata]